# Lubawa (Landgemeinde)
Die Gmina wiejska Lubawa ist eine Landgemeinde im Powiat Iławski in der Woiwodschaft Ermland-Masuren in Polen. Sie zählt 10.717 Einwohner (31. Dezember 2020) und hat eine Fläche von 236,6 km², die zu 13 % von Wald und zu 78 % von landwirtschaftlicher Fläche eingenommen wird. Verwaltungssitz der Landgemeinde ist das Dorf Fijewo (deutsch Fiewo). Namensgebend ist die Stadt Lubawa (Löbau in Westpreußen), die ihr als eigenständige Stadtgemeinde nicht angehört.

## Gemeindegliederung
Die Landgemeinde umfasst folgende 27 Ortsteile mit Schulzenamt:
| Polnischer Name | Deutscher Name (bis 1920 und 1939–1945)            |
| --------------- | -------------------------------------------------- |
| Byszwałd        | Bischwalde                                         |
| Czerlin         | Klein Nappern 1920–1942 Czerlin, 1942–1945 Nappern |
| Fijewo          | Fiewo 1942–1945 Fienau                             |
| Gierłoż Polska  | Groß Görlitz 1942–1945 Großgörlitz                 |
| Grabowo         | Grabau                                             |
| Gutowo          | Guttowo 1942–1945 Gutau                            |
| Kazanice        | Kazanitz 1942–1945 Kasenitz                        |
| Łążyn           | Londzyn 1942–1945 Lansen                           |
| Losy            | Lossen                                             |
| Lubstyn         | Lubstein 1911–1945 Groß Lobenstein                 |
| Lubstynek       | Klein Lobenstein                                   |
| Ludwichowo      | Ludwigsthal 1942–1945 Ludwigstal                   |
| Mortęgi         | Mortung                                            |
| Napromek        | Gut Nappern                                        |
| Omule           | Omulle 1942–1945 Mole                              |
| Pomierki        | Pomierken 1942–1945 Pommerken                      |
| Prątnica        | Prontnitza 1866–1945 Pronikau                      |
| Raczek          | Raczek 1942–1945 Rasen                             |
| Rakowice        | Rakowitz 1942–1945 Rakel                           |
| Rożental        | Rosenthal 1942–1945 Rosental                       |
| Rumienica       | Rommen                                             |
| Sampława        | Samplawa 1908–1945 Samplau                         |
| Szczepankowo    | Szepankowo 1866–1945 Stephansdorf                  |
| Targowisko      | Targowisko 1904–1945 Tergewisch                    |
| Tuszewo         | Tuszewo 1903–1942 Tuschau 1942–1945 Tinnwalde      |
| Wałdyki         | Waldiki 1865–1939 Waldek 1939–1945 Waldeck         |
| Zielkowo        | Zielkau 1942–1945 Schilkendorf                     |
| Złotowo         | Zlottowo 1942–1945 Güldenbach                      |

Weitere Ortschaften sind: Biała Góra, Gajówka, Grabowo (osada), Kołodziejki, Łążek, Ludwichowo, Napromek (osada), Osowiec, Rodzone, Targowisko Górne und Wiśniewo (Kirschenau).

## Persönlichkeiten
- Anton Lendzion (1888–1940, * in Samplawa), Volkstagsabgeordneter in Danzig und Opfer des Nationalsozialismus.